# シコルスキー S-97
シコルスキー S-97 レイダー〔ライダー〕
S-97 Raider mockup
- 用途：軍用機（偵察機、軽・攻撃ヘリコプター等）
- 分類：複合ヘリコプター
- 設計者：シコルスキー・エアクラフト,スウィフト・エンジニアリング
- 製造者：シコルスキー・エアクラフト
- 運用者： アメリカ合衆国（アメリカ陸軍）
- 初飛行：2015年5月22日
- 生産数：3機
- 運用状況：開発中
- ユニットコスト：約1,500万米ドル (USD)

シコルスキー S-97は、アメリカ合衆国のシコルスキー・エアクラフト社が、シコルスキー S-69およびシコルスキー X2で収集されたデータを元に、アメリカ陸軍の武装偵察ヘリコプター計画 (Armed Aerial Scout, AAS) の要求仕様に対応して開発した偵察ヘリコプターである。重量 5.00 t (11,000 lb)、回転翼径34フィート (10 m)で、軽攻撃ヘリコプターの機能を併せ持つ。
AAS中止後の将来型攻撃偵察機計画には改良型のシコルスキー レイダーXが参加している。

## 開発背景
シコルスキー S-97 レイダー （ライダー）は、ベル・ヘリコプター社が開発した観測ヘリコプター OH-58 カイオワと、MDヘリコプターズが生産しているアメリカ陸軍特殊作戦部隊向けの軽汎用・攻撃強襲用ヘリコプター MH-6 リトルバードの後継機として、アメリカ陸軍の武装偵察ヘリコプター計画の要求仕様に基づき開発された。
アメリカ陸軍の武装偵察ヘリコプター計画は2013年末をもって終了したが、引き続きアメリカ陸軍で運用されている数系列の軍用ヘリコプターを新開発機で代替する統合多用途・将来型垂直離着陸機計画（Joint Multi-Role / Future Vertical Lift , 略語：JMR / FVL）において、軽量機である FVL-CS1 ／ JMR-Light（軽量級・偵察ヘリコプター）としてシコルスキー・エアクラフト社より提案中である。
本機はシコルスキー S-69 、シコルスキー X2から続く二重反転式ローター、およびそれを発展させたABCローターを採用するシコルスキー・エアクラフト社の複合ヘリコプター系列が目標としてきた技術の集大成であり、かつ「統合多用途・将来型垂直離着陸機計画」の中重量級機として開発中のSB>1 デファイアントの基礎ともなる、同社開発計画の中核機である。

### 特徴
二重反転式ローターは、高速化を実現するため「アドヴァンスト・ブレード・コンセプト・ローター」（ABCローター）を採用している。
これはリジッドローター（主回転翼の各々の羽根の迎角を羽根の前進翼状態から後退翼状態にかけて周期的に変化させる「フェザリング・ヒンジ」のみで構成され、他の関節部を持たない）を用いた二重反転式ローターのことで、上下に配置された各々の回転翼の前進側の羽根だけで全ての揚力を賄う（後退側は揚力を発生させないようにして利用しない）形式であり、後退側の逆流や失速による左右の揚力バランス喪失に対する解決策の1つとされている。
低速での操舵は、上部と下部回転翼の差動トルクを利用することによって、従来のヘリコプターに比較してより機敏な機首の操向が可能である。

## 諸元
- 乗員： 0 - 2 名〔無人運用可能〕
- 兵員：最大 6 名
- 全長： 35 ft (11 m)
- 自重： 8,945 lb (4,057 kg)
- 最大離陸重量： 11,000 lb (5,000 kg)
- 発動機：1 × ジェネラル・エレクトリック YT706・ターボシャフト・エンジン , 2,600 shp (1,900 kW)
- 主回転翼の構成： 1 × 同軸反転式ローター (二枚一組)
- 主回転翼の直径： 34 ft (10 m)
- 推進用プロペラ：6翅可変ピッチ・プロペラ、クラッチ変速式 (clutchable pusher propeller)、直径 7 ft (2.1 m)

### 性能
- 巡航速度：253 mph (407 km/h; 220 kn) （規定の標準外部搭載兵装にて）
- 超過禁止速度： 276 mph (444 km/h; 240 kn)
- 行動半径： 354 mi (308 nmi; 570 km)
- 航続時間：2時間40分
- 実用上昇限界：10,000 ft (3,000 m) （95 °F (35 °C)）

### 兵装
- 固定火器： ブローニングM2重機関銃 12.7 mm （.50 cal）、装弾数 500 発
- 兵員室ドアガン： M240D 機関銃 （7.62x51mm NATO弾）

以下は選択装備（オプション）であり、機体の側面後方に揚力には寄与しない極めて小型の小翼を装備した上で、対地用あるいは対戦車の兵装のいずれか一組を選んで搭載する。
- 対戦車用：左右の小翼にAGM-114ヘルファイアを各1本（計2本）
- 対地攻撃用：左右の小翼にハイドラ70 7連装 2.75インチ ロケット弾ポッド 各1基（計2基）

### ウェブ
- S-97 Raider page on Sikorsky.com2018年11月24日閲覧。〔シコルスキーエアクラフト社の公式ウェブページ〕
- S-97 on display 2018年11月24日閲覧。〔 アメリカヘリコプター協会〕
- Flight test video2018年11月24日閲覧。〔 シコルスキーエアクラフト社 Facebook S-97 紹介 〕